# 과학발견사 연표
다음 연표는 인류 역사에 있어 중요한 과학적 발견들을 정리한 연표이다. 

## 청동기 시대
- 기원전 30세기 경: 고대 이집트, 메소포타미아, 엘람, 인더스 등 주요 청동기 문명들에서 측정과 단위의 개념이 발생했다. 특히 인더스 문명은 이 분야에서 선도적으로 자, 각도기, 저울 등의 단위 측정 기구를 발명할 만큼 앞서나갔다.[1][2][3][4]
- 기원전 30세기 경: 이집트 숫자가 발명되었다. 최초의 숫자이나 위치 기수법을 사용하지 않았다.[5]
- 기원전 21세기 경: 바빌로니아 점토판에서 면적의 개념이 처음으로 발견된다.[6] 한편 이집트 파피루스에서는 부피의 개념이 처음으로 발견된다. 이로써 기하학이라는 학문이 탄생했다.
- 기원전 2100년경: 바빌로니아인들이 직사각형의 면적과 변의 관계를 푸는 형태로 이차방정식을 풀었다.[6]
- 기원전 제2천년기 초: 이집트에서 삼각형의 변장비, 원주율에 대한 연구가 이루어졌다(린드 파피루스).[7][8] 또한 피라미드의 건설로 삼각법 분야의 전초를 닦았다.[9]
- 기원전 제2천년기 초: 바빌로니아 천문학자들이 행성운동의 주기성을 인식했다.
- 기원전 제2천년기 초: 고대 이집트인들이 해부학을 연구한 것이 에드윈 스미스 파피루스에 기록되어 있다. 이집트인들은 심장, 혈관, 간장, 비장, 신장, 시상하부, 자궁, 방광을 구분해냈다. 이집트인들은 타액과 땀을 제외한 체액들(혈액, 눈물, 오줌, 정액)이 모두 심장에서 나온다고 믿었다(심장중심설).[10]
- 기원전 2000년경: 바빌로니아, 이집트에서 피타고라스 삼조를 처음으로 논의했다. 베를린 파피루스 6619번 등의 문헌에 남아 있다.[11]
- 기원전 2000년경: 바빌로니아 숫자에서 위치기수법이 사용되었다.[12] 하지만 0의 개념이 없었기에 원시적인 수준에 머물렀다. 예컨대 바빌로니아 숫자에서는 {\displaystyle 132000}과 {\displaystyle 132}의 구분이 불가능했다.[13]
- 기원전 2000년경: 바빌로니아에서 구구단표가 작성되었다.[14]
- 기원전 1800년경: 이집트인들이 분수를 처음으로 연구하다(이집트 분수).
- 기원전 1800년경 – 기원전 1600년경: 바빌로니아 점토판 YBC 7289에 {\displaystyle {\sqrt {2}}}의 수치근사값이 소수점 아래 6자리까지 기록되어 있다.[15]
- 기원전 19세기 - 기원전 17세기: 바빌로니아 점토판에서 {\displaystyle 25/8}을 원주율의 근사값으로 사용하다. 오차는 0.5%.[16][17][18]

## 철기 시대
- 기원전 700년경: 인도에서 피타고라스 정리를 발견하다(슐바 수트라).[19] 하지만 인도 수학은 증명을 교환하는 전통이 없었기 때문에 피타고라스 정리의 내용 뿐 아니라 증명까지 알고 있었는지 여부는 불확실하다.
- 기원전 700년경: 인도에서 펠 방정식을 연구하다. 최초의 디오판토스 방정식 연구.[20]
- 기원전 700년경: 인도에서 문법이 처음으로 연구되다(비아카라나)
- 기원전 600년경: 밀레토스 사람 탈레스가 탈레스 정리를 발견하다.
- 기원전 600년경 – 기원전 200년경: 수슈루타 삼히타에 근골구조(관절, 인대, 근육)에 대한 이해가 기록되다.[21] 또한 동 문헌에서는 심혈관계를 폐쇄회로로 설명하고,[22] 신경의 존재도 언급되었다.[21]